# Lembosia epidendri
Lembosia epidendri är en svampart som beskrevs av Meir. Silva & O.L. Pereira 2008. Lembosia epidendri ingår i släktet Lembosia och familjen Asterinaceae.   Inga underarter finns listade i Catalogue of Life.